# Епархия Берлингтона
Епархия Берлингтона (лат. Dioecesis Burlingtonensis) — епархия Римско-Католической церкви с центром в городе Берлингтон, США. Епархия Берлингтона входит в митрополию Бостона. Кафедральным собором епархии Берлингтона является Собор Святого Иосифа, который с 1999 по 2018 являлся сокафедральным наряду с кафедральным Собором Непорочного зачатия Пресвятой Девы Марии, закрытом в 2018 из-за низкой посещаемости и финансовых проблем.

## История
29 июля 1853 года Святой Престол учредил епархию Берлингтона, выделив её из епархии Бостона.

## Ординарии епархии
- епископ Луи Жозеф Мари Теодор де Гусбриан[англ.] (29.07.1853 — 03.11.1899)
- епископ Джон Стивен Мишо[англ.] (03.11.1899 — 22.12.1908)
- епископ Джозеф Джон Райс[англ.] (08.01.1910 — 31.03.1938)
- епископ Мэтью Фрэнсис Брэди[англ.] (30.07.1938 — 11.11.1944) — назначен епископом Манчестера
- епископ Эдвард Фрэнсис Райан[англ.] (11.11.1944 — 03.11.1956)
- епископ Роберт Фрэнсис Джойс[англ.] (29.12.1956 — 14.12.1971)
- епископ Джон Алоизиус Маршалл[англ.] (14.12.1971 — 18.02.1991) — назначен епископом Спрингфилда
- епископ Кеннет Энтони Энджелл[англ.] (06.10.1992 — 09.11.2005)
- епископ Сальваторе Рональд Матано[англ.] (09.11.2005 — 06.11.2013) — назначен епископом Рочестера
- епископ Кристофер Джеймс Койн[англ.] (22.12.2014 — 26.06.2023) — назначен архиепископом-коадъютором, позднее архиепископом Хартфорда
- епископ Джон Джозеф Макдермотт[англ.] (с 06.05.2024)

## Источник
- Annuario Pontificio, Libreria Editrice Vaticana, Città del Vaticano, 2003, ISBN 88-209-7422-3